# Schismatoglottis ardenii
Schismatoglottis ardenii là một loài thực vật có hoa trong họ Ráy (Araceae). Loài này được A.Hay miêu tả khoa học đầu tiên năm 2002 publ. 2003.